# أحمد عادل (ملحن)
أحمد عادل (14 أبريل 1974 -)، ملحن وموزع مصري، عرف من بين الموزعين الأبرز على صعيد الوطن العربي.

## مسيرته
بالرغم من كون أحمد عادل خريج كلية التجارة من جامعة عين شمس إلا أنه عمل في مجال التوزيع الموسيقي، بدأ مسيرته في مجال التوزيع الموسيقي عام 2001 في ألبوم لايلو لايلو للمطرب ادوارد، وقد حقق بعد ذلك شهرةً من خلال تعاونه مع العديد من الفنانين المعروفين في مجال الطرب والغناء في الوطن العربي حيث بدأت شهرته بعد نجاحه في توزيع أغنية «والله وعملوها الرجالة» عام 2006م والتي عرضت بعد مباراة نصف نهائي بطولة كأس الأمم الإفريقية وتأهل المنتخب المصري لنهائيات البطولة، ليوزع بعد ذلك عشرات الأغاني لأكثر من 50 فناناً عربياً كان من تلك الأغاني «الجو جميل» و«فاكرني يا حب» للفنان عمرو دياب، وأغاني «بعيش» و«100 وش» و«الله يباركلي فيك» و«حاجات عملتهالك» و«صوتك» و«ضحكتها ما بتهزرش» للفنان تامر حسني بالإضافة للعديد من الأغاني مثل «الناس الرايقة» للفنان أحمد عدوية ورامي عياش، وأوبريت «تسلم الأيادي» وأغنية «لما أنت قادر على البعاد» للفنانة شيرين عبد الوهاب، كما وزّع أغانٍ لكل من محمد منير ومحمد فؤاد وهاني شاكر ومدحت صالح وهشام عباس وإيهاب توفيق ومحمد محي وخالد سليم وخالد عجاج ونانسي عجرم ووائل جسار وفضل شاكر وصابر الرباعي ولطيفة التونسية ووردة الجزائرية وجنات ومراد بوريقي ونوال الكويتية وفرقة ميامي وأصالة نصري وطلال سلامة والمطربة وعد والمطرب عايض يوسف ويذكر أنه قام بتوزيع آخر أغنية قام بإطلاقها الفنان الراحل عامر منيب وآخرين أيضاً.
وقد وزع أيضاً عدداً من الأناشيد الدينية كان أشهرها انشودة «محمد نبينا» والتي أداها الفنان حمادة هلال كما وزّع أناشيد لكل من عامر منيب ومحمد فؤاد ومسعود كرتس، وأناشيد برنامج «رسالة من الله» وبرنامج «كنوز» وتعاونه مع برنامج رامز جلال كما عمل في التوزيع للعديد من الأفلام وشارات المسلسلات كمسلسل ابن أصول والموسيقى التصويرية لكل من مسلسلات الشحرورة والمكتوب على الجبين وبفعل فاعل وسيت كوم شريف ونص.

## جوائزه
1. جائزة أفضل موزع موسيقي في استفتاء وشوشة عام 2016م.[12]
2. جائزة أفضل تأليف موسيقي في مسابقة نجم العرب عام 2017.[13]

## روابط خارجية
- أحمد عادل على موقع قاعدة بيانات الأفلام العربية